# Viesjön, Västergötland
Viesjön är en sjö i Ulricehamns kommun i Västergötland och ingår i Ätrans huvudavrinningsområde. Sjön är 1,2 meter djup, har en yta på 0,238 kvadratkilometer och befinner sig 219,9 meter över havet. Sjön avvattnas av vattendraget Silebäcken.

## Delavrinningsområde
Viesjön ingår i det delavrinningsområde (642317-135929) som SMHI kallar för Mynnar i Ätran. Avrinningsområdets medelhöjd är 227 meter över havet och ytan är 12,54 kvadratkilometer. Det finns inga delavrinningsområden uppströms utan avrinningsområdet är högsta punkten. Silebäcken som avvattnar avrinningsområdet har biflödesordning 2, vilket innebär att vattnet flödar genom totalt 2 vattendrag innan det når havet efter 178 kilometer. Avrinningsområdet består mestadels av skog (55 %), öppen mark (13 %) och jordbruk (23 %). Avrinningsområdet har 0,25 kvadratkilometer vattenytor vilket ger det en sjöprocent på 0,3 %. Bebyggelsen i området täcker en yta av 3,54 kvadratkilometer eller 5 % av avrinningsområdet.